# 等価幅
等価幅（とうかはば、英: equivalent width）或いは等積幅（とうせきはば）は、スペクトルにおける測定量の一つで、スペクトル線の強度を連続スペクトルの強度との比較で表したものである。連続スペクトルに対し、下（吸収線）或いは上（輝線）に変化するスペクトル線の、輪郭の面積に相当する値で、スペクトル線の輪郭と同じ面積を持つ連続スペクトルの幅と言うことができる。

## 定義

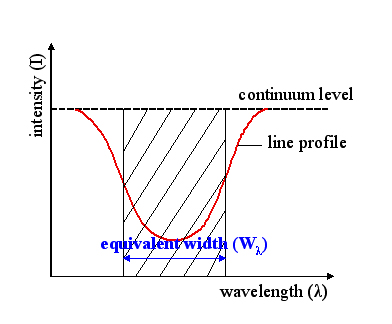
吸収線の等価幅を示す図。曲線（赤）が吸収線輪郭で、線輪郭と連続スペクトル（破線）が囲む面積と等しい面積の長方形（斜線部）の幅（青）が等価幅。

スペクトル線における等価幅は、そのスペクトル線の影響を受けない連続スペクトルと、スペクトル線とで囲む面積と同じ面積を持ち、高さが連続スペクトルの強度{\displaystyle I_{0}}である長方形の幅（底辺の長さ）として定義できる。等価幅は、波長でも振動数でも定義することができるが、実際に扱う際には波長で測定されることが多い。
波長{\displaystyle \lambda }におけるスペクトルの強度を{\displaystyle I(\lambda )}とすると、スペクトル線の輪郭{\displaystyle r(\lambda )}は、連続スペクトルの高さ{\displaystyle I_{0}}で規格化して、
{\displaystyle r(\lambda )={\frac {I_{0}-I(\lambda )}{I_{0}}}}
で表される。この{\displaystyle r(\lambda )}を、スペクトル線の全成分が収まる波長範囲にわたり、波長で積分したものが等価幅{\displaystyle W_{\lambda }}であり、
{\displaystyle W_{\lambda }=\int r(\lambda )d\lambda =\int \left\{1-{\frac {I(\lambda )}{I_{0}}}\right\}d\lambda }
で与えられる。このため、等価幅は積分強度とも呼ばれることがある。
スペクトル線が吸収線の場合、等価幅は吸収線が連続スペクトルから吸収したエネルギーという物理的な意味を持っている。言い方を変えると、吸収線の等価幅は、連続スペクトルから実際の吸収線と同じエネルギーを吸収する、完全に不透明な強度0の仮想的な吸収成分の範囲、とも考えられる。
等価幅は、輝線でも測定されることがあり、輝線においては等価幅{\displaystyle W_{\lambda }}は負の値をとる。

## 応用

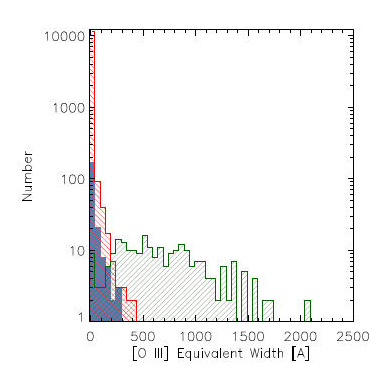
2階電離酸素の禁制線（[O III] λ 5007 Å）の等価幅に対する銀河の分布を示したヒストグラム。赤は一般的な銀河、青はultraviolet-luminous galaxies（UVLGs）と呼ばれる銀河、緑は「グリーンピース」とあだ名される特異な輝線銀河。

等価幅は、スペクトル線の強度を示す重要な指標の一つである。スペクトル線の強度の指標としては、他にスペクトル線中心の強度や半値幅なども用いられるが、これらは測定する装置の違いによる影響や、発生源の大局的な運動（例えば恒星の自転など）によるスペクトル線の広がりなどの影響を受けるのに対し、等価幅はそれらにあまり影響されない利点がある。また、等価幅は連続スペクトル強度で規格化して求めるので、フラックス補正を必要としない。一方で、連続スペクトル水準を正しく見積もる必要があり、この水準の誤差が大きいと、等価幅の誤差はより大きくなる。このような特性から、等価幅はスペクトル線を発生させる元素の量を求めるような場合の、スペクトル線強度の指標によく用いられる。
具体的な応用先として、特に重宝されたのは恒星の分光学で、吸収線の等価幅は、恒星大気の物理量（有効温度、表面重力、微視的乱流速度など）や化学組成の決定において、重要な役割を果たしてきた。強度の低い吸収線においては、等価幅が吸収線の形成に関与する原子の数密度に比例すると近似できるので、元素の存在量を求める強力な手法である。計算機が進歩し、膨大な数値計算が実行可能になった時代にあっては、理論的な恒星大気モデルから計算によってスペクトル合成を行い、観測されたスペクトルと直接比較することで化学組成を決める手法が主流で、等価幅の測定から化学組成を決める古典的手法は、研究現場の実際として使われることがまれになったが、大気モデルが確立していないような恒星については、使用され続けている。また、系外銀河において吸収線の等価幅は、銀河を構成する恒星の種族について洞察する手掛かりであり、銀河内で最近あった大規模星形成や、銀河の進化について調べる前段階として重要である。
その他、おうし座T型星（TTSs）の観測では、古典的TTSsと弱輝線TTSsを分類するのに、水素のHα輝線の等価幅が指標とされる。また、活発な星形成を起こしていたり、活動銀河核を持つ銀河の候補となる、連続光スペクトルに対し輝線成分が相対的に強い輝線銀河の選り分けにも、輝線の等価幅が用いられる。中でもライマンα輝線銀河（LAEs）では、Lyα輝線の等価幅が、銀河における星形成の初期質量関数や金属量の効果的な指標として、よく使われている。